# 国民運動連合
国民運動連合（こくみんうんどうれんごう、仏：Union pour un Mouvement Populaire, UMP）は、フランスの保守政党、中道右派政党。民衆運動連合と訳されることもある。2015年5月30日、党名を共和党（きょうわとう、仏：Les Républicains）に改称した。

## 概説
2002年に共和国連合自由民主党およびフランス民主連合の大部分が合併して形成された。当初は大統領多数派連合（Union pour la Majorité Présidentielle：UMP）と称しジャック・シラク前大統領支持の与党として出発。左派・社会党と二大政党を形成している。
2004年7月15日シラク大統領に近く国民運動連合総裁であったアラン・ジュペ元首相が汚職事件に巻き込まれて辞任した後、地方選挙やEU選挙で社会党が巻き返しており同年11月29日ニコラ・サルコジ元経済相が総裁に就任し、建て直しを図った。
ニコラ・サルコジは、2007年フランス大統領選挙に出馬し、企業の国際競争力強化などを主張し当選。大統領就任に先立って5月15日にサルコジが総裁を辞任し、ジャン＝クロード・ゴーダンJean-Claude Gaudinが総裁代理を務めた。2009年にはグザヴィエ・ベルトランが総裁に就任した。しかし、サルコジ大統領の言動や高止まりする失業率など、国民から不満の声が高まり、地方議会選挙や市長選で退潮が目立った。
2012年フランス大統領選挙では、現職のサルコジが社会党のフランソワ・オランドに敗れて政権の座を譲った。その後、6月に行われた総選挙でも120議席近く減らす惨敗を喫した。11月18日に党首選が実施され、19日の開票でジャンフランソワ・コペ幹事長が50.03％の得票で対立候補のフランソワ・フィヨン前首相を下して新総裁に選出された。選挙結果の正式発表前にはコペとフィヨンの両陣営が勝利宣言をし、相手候補の不正を批判するなど党内対立の根深さを露呈する結果となった。
2014年11月29日、総裁選が行われ、前大統領のニコラ・サルコジが64.5％の得票を集め、党首に復帰した。
2015年5月30日、サルコジ代表の提案による党名変更について、党員投票の結果、8割超の賛成が得られたとして、「共和党」に変更した。